# Dolmen de la Contrie
Le dolmen de la Contrie est une allée couverte située à Ernée, dans le département français de la Mayenne.

## Protection
L'édifice fait l’objet d’un classement au titre des monuments historiques depuis 1889.

## Description
L'allée couverte  mesure 7 m de longueur et 1,50 m de largeur. Elle est constituée de onze orthostates et recouverte de trois tables de couverture.